# Ludwig Rübekeil
Ludwig Rübekeil (* 1958) ist ein deutscher germanistischer und skandinavistischer Mediävist, Linguist und Namenforscher. Er ist Titularprofessor am Deutschen Seminar der Universität Zürich.

## Leben und Forschung
Von 1977 bis 1981 studierte er an der Pädagogischen Hochschule Weingarten Deutsch und Kunst auf Lehramt mit Staatsexamen 1981. Anschließend studierte er in Freiburg/Br. von 1981 bis 1990 als Schüler von Otmar Werner und Heinz Klingenberg am Deutschen Seminar Vergleichende germanische Philologie, Indogermanistik und Skandinavistik. Von 1987 bis 1991 war er Mitarbeiter im Freiburger Sonderforschungsprojekt des Seminars für vergleichende und allgemeine Sprachwissenschaft Mündlichkeit und Schriftlichkeit und darin das Teilprojekt Etruskische Texte. Die Promotion zum Dr. phil. erfolgte dort 1990 mit einem altgermanistischen Thema zur Namen- und Stammeskunde Suebica. Völkernamen und Ethnos, die 1992 publiziert wurde. Von 1991 bis 1992 war er Mitarbeiter am DFG-Projekt Primäre Stammbildung der indogermanischen Verben ebenfalls am Seminar für vergleichende und allgemeine Sprachwissenschaft in Freiburg. 1992 wechselte er für eine Stelle als Assistent an den Lehrstuhl für Deutsche Sprachwissenschaft (Rolf Bergmann) an die Universität Bamberg bis 1994. 1995 wechselte er an die Universität Zürich, wo er bis 2001 eine Assistenzstelle am dortigen Deutschen Seminar beim Lehrstuhl für Germanische Philologie (Elvira Glaser) innehatte. Die Ernennung zum Privatdozenten erfolgte 2001 mit der Venia legendi für Vergleichende germanische Philologie. Die Habilitation in Vergleichender germanischer Philologie erfolgte 2000/2001 mit einer Arbeit zur Germanischen Altertumskunde, beziehungsweise zur Namen- und Stammeskunde Sprachlich-historische Studien zur Kontaktzone zwischen Germanen und Kelten, die 2002  unter dem Titel Diachrone Studien zur Kontaktzone zwischen Kelten und Germanen veröffentlicht wurde.
Rübekeil forscht und lehrt zur Germanischen Altertumskunde, zur Historischen Namenforschung und zur Germanischen Sprachwissenschaft.

## Werke

### Monographien
- Diachrone Studien zur Kontaktzone zwischen Kelten und Germanen. Verlag der ÖAW, Wien 2002.
- Suebica. Völkernamen und Ethnos. Institut für Sprachwissenschaften der Universität Innsbruck, Innsbruck 1992.

Herausgaben
- Grammatica Ianua Artium. Festschrift für Rolf Bergmann zum 60. Geburtstag. Elvira Glaser, Michael Schlaefer Hrsg. 1997. (Mitarbeit)

### Beiträge
- Metzler Lexikon Sprache. 2. Auflage 2000. Lemmata: Ablaut, Ablautreihe, Altnordisch, Auslautgesetz, Bartholomaes Gesetz, Buchenargument, Grassmanns Gesetz, Innenflexion, Lachmanns Gesetz, Laryngaltheorie, Lautwandel, Nordgermanisch, Ostnordisch, Phonologisierung, Runen, Urnordisch, Westnordisch.
- Reallexikon der Germanischen Altertumskunde 2. Auflage 1968 ff. Lemmata: Neuss-Novaesium (Name), Hildebrand, Heldenliederbuch Karls des Großen, Treue, Sweben (Name), Völker- und Stammesnamen, Witiges, Wülfinge. „Germanische Altertumskunde Online“ (GAO): Bajuwaren.
- Völkernamen Europas. In: Namenforschung. Ein internationales Handbuch zur Onomastik Teilband 2. de Gruyter Berlin u. a. 1996.
- Scandinavia in the Light of Ancient Tradition. In: The Nordic Languages Teilband 1. de Gruyter, Berlin u. a. 2002.
- Wodan und andere forschungsgeschichtliche Leichen exhumiert. In: Beiträge zur Namenforschung Bd. 38 (2003) S. 25–42.